# Маккой, Тони
Энтони Питер (Тони) Маккой (англ. Anthony Peter McCoy, также известен как AP McCoy и Tony McCoy; род. 1974) — североирландский жокей в стипль-чезе, который в одном сезоне 2001—2002 выиграл 289 барьерных скачек. Всего же с 1992 по 2002 год он выиграл 2211 барьерных скачек, а с 26 марта 1992 года по 26 апреля 2014 года — 4106 скачек, за что был занесён в Книгу рекордов Гиннесса. Маккой выиграл почти все крупные гонки, включая престижные Золотой кубок Челтенема (Cheltenham Gold Cup), Champion Hurdle, Queen Mother Champion Chase, King George VI Chase и  «Гранд Нашенал» (2010).

## Биография
Родился 4 мая 1974 года в деревне Манигласс графства Антрим, Северная Ирландия.
В начале карьеры служил учеником в конюшне Джима Болджера (англ. Jim Bolger). Свою первую победу одержал в «гладких» скачках на ипподроме города Тёрлс в Ирландии 26 марта 1992 года. Первая победа в Англии состоялась на скачках Exeter Racecourse 7 сентября 1994 года.
Свою четырёхтысячную победу Маккой оформил на скачках Towcester Racecourse в Нортгемптоншире, Англия, 7 ноября 2013 года.
Его рост существенно выше, чем у большинства жокеев — 1 м 78 см. Для поддержания подходящего для гонок уровня, он поддерживает свой вес в 63,5 кг, хотя его вес, исходя из физиологии, должен быть около 75 кг. Он написал несколько книг, в том числе автобиографических.
Маккой женат — с женой Chanelle они имеют двоих детей.

## Награды и достижения
- Член (2003) и офицер (2010) ордена Британской империи.
- Лауреат премий BBC Sports Personality of the Year (2010) и RTÉ Sports Person of the Year (2013).
- Маккой является чемпионом British jump racing Champion Jockey с сезона 1995/96 по сезон 2013/14 года (беспрерывно).